# قائمة مدارس الشرطة الجزائرية
المديرية العامة للأمن الوطني

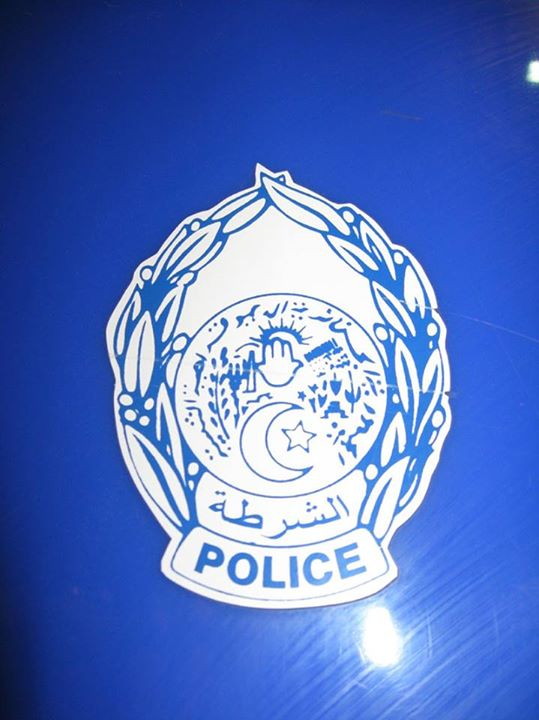

 تتولي أهمية كبيرة لتعزيز وتطوير العمل التدريبي وتحديث البرامج والتأهيل انسجاما مع رؤى رئيس الجمهورية في الوصول إلى منظومة تكوين تضاهي الدول المتقدمة، كي يتخرج رجال الشرطة على مستوى عال من التأهيل والتدريب من أجل محاربة الجريمة التي تطورت وأصبحت تستعمل تقنيات جديدة تستوجب إحترافية رجال الأمن ولقد اتخذت إجراءات فورية من أجل ضمان الإحترافية في العمل وضمان أمن المواطنين وممتلكاتهم وهذا يأتي بمواكبة التطور العلمي والتقني والتسلح بالعلم والمعرفة والأخلاق وستوفر المديرية العامة الإمكانيات المادية والبشرية والأدوات التكنولوجية الضرورية لتكوين الشرطي، وتعمل المديرية على تحسين الإستراتيجية المعمول بها وتمديد فترات التكوين بالنسبة لأعوان الشرطة والملازمين الأوائل وأهمية التحضير البدني والمهني والتقني، وووفر مركز التوثيق والإعلام للأمن الوطني إمكانيات التكوين على غرار مجال التكوين عن بعد،مخابر لتعليم اللغات الأجنبية،قاعات مخصصة للشرطة العلمية والتقنية، قاعة مخصصة بالجريمة، الاتصالات السلكية واللاسلكية، قاعات الإعلام الآلي، قاعات مخصصة لتعليم سياقة السيارات والدراجات النارية، مكتبة بها كتب وأطروحات التخرج ومكتبة الصور وكل هذه الإمكانيات ستوفر من أجل انجاح التكوين في صفوف الأمن.

## قائمة المدارس
قائمة المدارس الشرطة الجزائرية بحسب تخصصها، الموجودة في جميع أنحاء الوطن.
| مدرسة الشرطة تمنراست           | تمنراست         |  |
|                                |                 |  |
| مدرسة الشرطة بعنابة            | عنابة           |  |
| مدرسة الشرطة بقسنطينة          | قسنطينة         |  |
| مدرسة الشرطة بقالمة            | قالمة           |  |
| مدرسة الشرطة بتبسة             | تبسة            |  |
| مدرسة الشرطة بميلة             | ميلة            |  |
| مدرسة الشرطة بسطيف             | سطيف            |  |
| مدرسة الشرطة بسوق أهراس        | سوق أهراس       |  |
| مدرسة الشرطة بمسيلة            | مسيلة           |  |
| مدرسة الشرطة بتلمسان           | تلمسان          |  |
| مدرسة الشرطة بسيدي بلعباس      | سيدي بلعباس     |  |
| مدرسة الشرطة بشلف              | الشلف           |  |
| المدرسة التطبيقية بالصومعة     | البليدة         |  |
| المدرسة العليا للشرطة بشاطوناف | الجزائر العاصمة |  |
| مدرسة أشبال الشرطة             | البليدة         |  |
| مدرسة حسين داي للشرطة          | الجزائر العاصمة |  |
| مدرسة الشرطة بعين بنيان        | الجزائر العاصمة |  |
| مدرسة الشرطة بالقبة            | الجزائر العاصمة |  |
| مدرسة الشرطة بحيدرة            | الجزائر العاصمة |  |